# Municipio de Bishop
El municipio de Bishop (en inglés: Bishop Township) es un municipio ubicado en el condado de Effingham en el estado estadounidense de Illinois. En el año 2010 tenía una población de 1408 habitantes y una densidad poblacional de 15,56 personas por km².

## Geografía
El municipio de Bishop se encuentra ubicado en las coordenadas 39°2′43″N 88°24′53″O / 39.04528, -88.41472. Según la Oficina del Censo de los Estados Unidos, el municipio tiene una superficie total de 90.5 km², de la cual 90,5 km² corresponden a tierra firme y (0 %) 0 km² es agua.

## Demografía
Según el censo de 2010, había 1408 personas residiendo en el municipio de Bishop. La densidad de población era de 15,56 hab./km². De los 1408 habitantes, el municipio de Bishop estaba compuesto por el 99,15 % blancos, el 0,07 % eran afroamericanos, el 0,14 % eran amerindios, el 0,28 % eran de otras razas y el 0,36 % eran de una mezcla de razas. Del total de la población el 0,78 % eran hispanos o latinos de cualquier raza.